# アレクセイ・リヴォフ

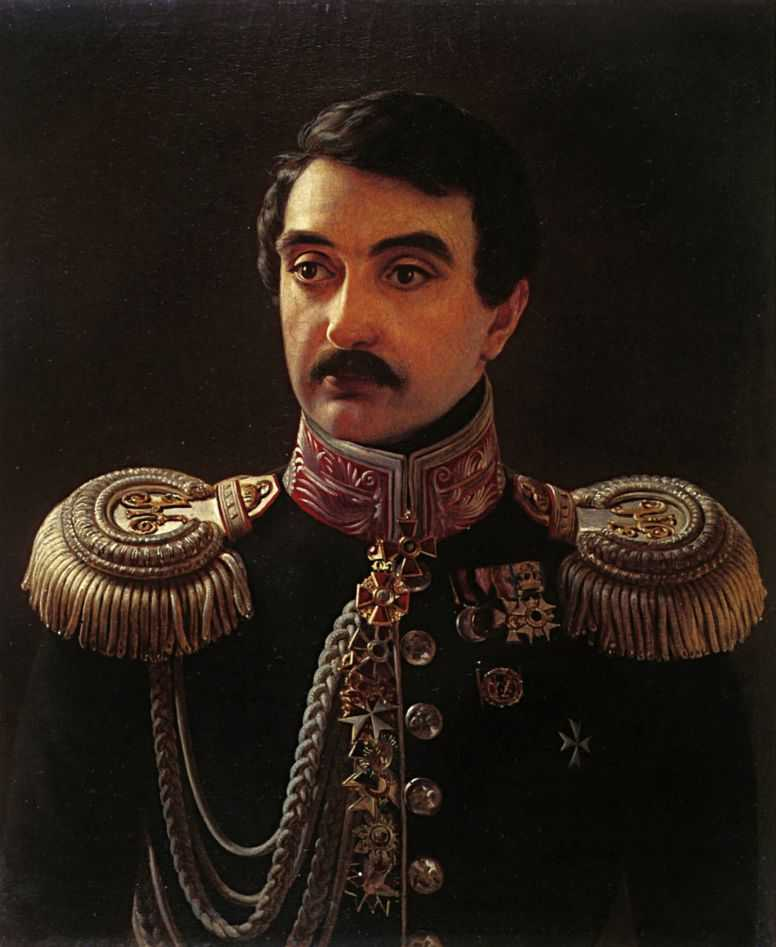
アレクセイ・リヴォフ

アレクセイ・フョードロヴィチ・リヴォフ（ロシア語: Алексей Фёдорович Львов / Alexei Fyodorovich Lvov（またはAleksei Feodorovich L'vovとも）, 1799年6月5日 タリン – 1870年12月28日 ロマイニアイ（現カウナス）は、ロシア人貴族でオペラ作曲家。現在ではロシア帝国国歌《神よツァーリを護り給え》の作者として名を遺している。

## 略歴
音楽を愛好する家庭に生まれ、父フョードル・ペトロヴィチは、1826年から1836年までドミトリー・ボルトニャンスキーの前任者としてサンクトペテルブルク帝室礼拝堂の楽長を勤めた。
幼い頃からヴァイオリンの学習を始め、自宅の演奏会で定期的に演奏会を行なった。例えば9歳で、ジョヴァンニ・バッティスタ・ヴィオッティのヴァイオリン協奏曲で独演者を務めている。少年時代は多くの音楽教師に師事したが、19歳からは独学するようになり、アルカンジェロ・コレッリやジュゼッペ・タルティーニ、ヴィオッティ、ルドルフ・クロイツァー、ピエール・ロードらの著名なヴァイオリン奏者の作品を丹念に研究することを通じて、独自の作風を発展させていった。その一方でI.G.ミラーの監督の下に、本式の作曲法の学習も続けていた。（ミラーはミハイル・グリンカの指導者。）
音楽の分野以外では、専門技術に力を入れた一般教育を受けている。1818年に交通路技師大学での学業を終えると、帝国陸軍で土木技師としての活動に入り、ノヴゴロド屯田兵に配属された。1821年、四等聖ウラジーミル勲章を受章。1825年、憲兵団長アレクサンドル・ベンケンドルフ将軍の副官。1828年には、皇帝本営に配属され、露土戦争に従軍した。1834年、皇帝ニコライ1世付きの侍従武官長に任命され、最終的には将官に昇進した。
サンクトペテルブルクでは弦楽四重奏団を結成し、自宅で週ごとの演奏会を催して、上流階級の注目を惹くようになった。この演奏会では、露都を訪問中の著名な音楽家が客演することがごく普通に行われ、エクトル・ベルリオーズやフランツ・リスト、シューマン夫妻が演奏者として参加している。リヴォフの弦楽四重奏団は、ヨーロッパで数々の演奏旅行をこなしており、国外での演奏旅行ではリヴォフ自身が演奏に加わることもあった（ロシア国内では、社会的に高い地位のために、非公開の場でしか演奏することができなかった）。リヴォフはジャコモ・マイヤベーアやガスパーレ・スポンティーニ、フェリックス・メンデルスゾーンらと親交を結んでいる。
1837年には、父親と同じく宮廷礼拝堂の楽長に就任し、1861年までその座にあった。1850年にロシア演奏協会（ロシア語: Русское концертное общество）を設立して、ロシアにおけるオーケストラ振興とコンサート振興の先駆者となった。1867年になると難聴に襲われ、音楽活動からの引退を余儀なくされている。
リヴォフの作曲様式は折衷的であり、イタリア音楽やとりわけドイツ音楽の強力な影響力にロシアの伝統的な音楽文化を結び付けたものである。代表作はオペラ《水の精》である。
私生活では、2男と2女の父親であった。

## 主要作品一覧
- ロシア帝国国歌《神よツァーリを護り賜え》 «Боже, Царя храни»
- 正教会聖歌（ «Иже херувимы»（ヘルヴィムの歌）  «Вечери Твоея тайныя»）
- 歌劇《ビアンカとグヮルティエロ》 «Бианка и Гвальтьеро» （1844年）
- 歌劇《水の精（ウンディーナ）》«Ундина» （1847年）
- 軽歌劇 «Русский мужичок»
- 軽歌劇《ワルワーラ》 «Варвара»)
- ヴァイオリン協奏曲
- ジョヴァンニ・バッティスタ・ペルゴレージの《スターバト・マーテル》の（合唱を付加した）編曲

### 刊行された著作物
- A Free and Asymmetric Rhythm («О свободном и несимметричном ритме») (this is a work which examines and discusses Old Slavonic religious chants) （1858年）
- 『初心者のためのヴァイオリン教本（24の譜例つき）』 «Советы начинающему играть на скрипке с 24 музыкальными примерами» （オドエフスキーとの共著、1859年頃～1860年頃）